# Thelymitra epipactoides
Thelymitra epipactoides là một loài thực vật có hoa trong họ Lan. Loài này được F.Muell. miêu tả khoa học đầu tiên năm 1866.